# Pentire Point
Pentire Point är en udde i Storbritannien.   Den ligger i grevskapet Cornwall och riksdelen England, i den södra delen av landet, 400 km väster om huvudstaden London.
Terrängen inåt land är platt. Havet är nära Pentire Point åt nordväst. Runt Pentire Point är det ganska tätbefolkat, med 70 invånare per kvadratkilometer. Närmaste större samhälle är Wadebridge, 10,4 km sydost om Pentire Point. Trakten runt Pentire Point består i huvudsak av gräsmarker.